# تپه سراب داراب
تپه سراب داراب مربوط به هزاره سوم و ۴ ق متری - سده‌های میانه دوران‌های تاریخی پس از اسلام است و در شهرستان خرم‌آباد، بخش چغلوندی، دهستان بیرانوند جنوبی، شمال روستای سراب داراب واقع شده و این اثر در تاریخ ۲۸ اسفند ۱۳۸۵ با شمارهٔ ثبت ۱۸۵۴۵ به‌عنوان یکی از آثار ملی ایران به ثبت رسیده است.